# خايمي بيرغمان
خايمي بيرغمان (بالإنجليزية: Jaime Bergman)‏ هي عارضة وممثلة أمريكية، ولدت في 23 سبتمبر 1975 في الولايات المتحدة. من الجوائز التي نالتها بلاي بوي بلاي ميت سنة 1999.

## أعمال

### أفلام
- (1999) سبيدواي جانكي

### مسلسلات
- آنجل
- بيفرلي هيلز 90210

## جوائز
- بلاي بوي بلاي ميت (1999)

## وصلات خارجية
- خايمي بيرغمان على موقع IMDb (الإنجليزية)
- خايمي بيرغمان على موقع ألو سيني (الفرنسية)
- خايمي بيرغمان على موقع أول موفي (الإنجليزية)
- خايمي بيرغمان على موقع إن إن دي بي (الإنجليزية)
- خايمي بيرغمان على موقع قاعدة بيانات الفيلم (الإنجليزية)
- خايمي بيرغمان على موقع كينوبويسك (الروسية)